# Rio Viaur
Rio Viaur é um rio localizado no sudoeste de França. Tem 168 km de comprimento e é afluente pela margem esquerda do rio Aveyron. A sua nascente fica no sul do Massif Central, a norte de Millau. O seu principal afluente é o rio Céor. O rio Viaur segue o sentido oeste passando pelos seguintes departamentos e comunas:
- Departamento de Aveyron: Pont-de-Salars
- Departamento de  Tarn: Pampelonne
- Departamento de  Tarn-et-Garonne: Laguépie

Rios afluentes do Viaur são o rio Céor (55,9 km), rio Lézert (39 km), rio Vioulou (33,1 km),  rio Lieux (25,3 km),  rio Jaoul (22,5 km), rio Nauze (15,7 km), rio Bage (12,2 km),  rio Candour (12,1 km), rio Varairous (11,5 km) e o rio Congorbes (11,3 km).